# 鲁巴诺
鲁巴诺（義大利語：Rubano），是意大利威尼托大区帕多瓦省的一个市镇。总面积14.56平方公里，人口15347人，人口密度1054.1人/平方公里（2009年）。国家统计（ISTAT）代码为028072。